# Coral Sun Airways
Coral Sun Airways – jedna z dwóch linii lotniczych Kiribati (druga to Air Kiribati), utworzone w styczniu 2009. Linie, podobnie jak Air Kiribati prowadzą jedynie połączenia krajowe, obsługując wszystkie 17 portów lotniczych na Wyspach Gilberta, przy użyciu dwóch samolotów Britten-Norman Islander. Rozważa się zakup jednego z nowych, większych samolotów, zdolnych do odbywania lotów na Wyspy Feniks i Line Islands. Obecnie nie ma krajowych ani międzynarodowych lotów do tych odległych archipelagów na wschód od Wysp Gilberta.

## Cele lotów
- Abaiang, Port lotniczy Abaiang;
- Abemama, Port lotniczy Abemama:
- Aranuka, Port lotniczy Aranuka;
- Arorae, Port lotniczy Arorae;
- Béru, Port lotniczy Beru Island;

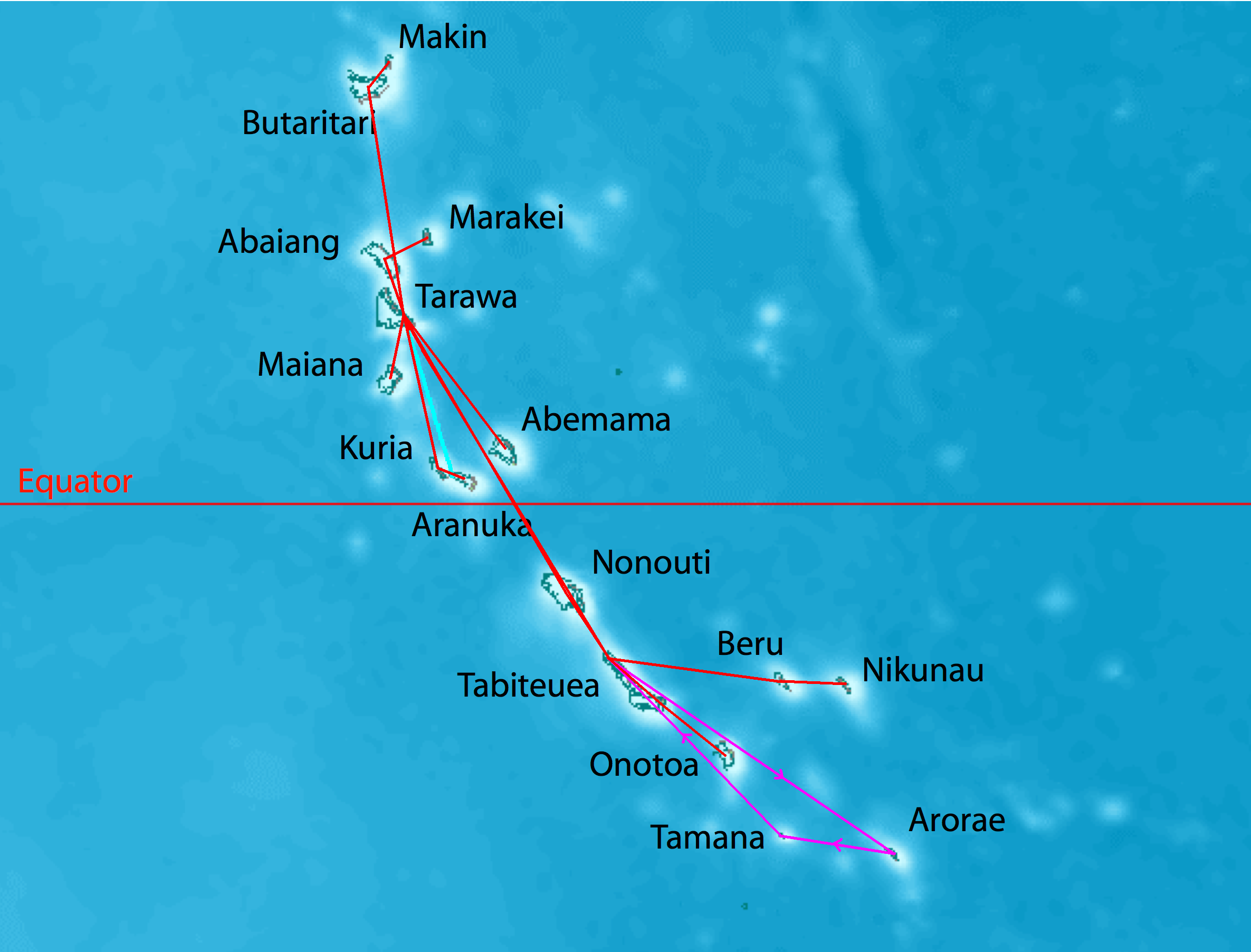
Sieć połączeń lotniczych

- Butaritari, Port lotniczy Butaritari;
- Kuria, Port lotniczy Kuria;
- Maiana, Port lotniczy Maiana;
- Makin, Port lotniczy Makin;
- Marakei, Port lotniczy Marakei;
- Nikunau, Port lotniczy Nikunau;
- Nonouti, Port lotniczy Nonouti;
- Onotoa, Port lotniczy Onotoa;
- Tabiteuea, Port lotniczy Tabiteuea Północna;
- Tabiteuea, Port lotniczy Tabiteuea Półudnia;
- Tamana, Port lotniczy Tamana;
- Tarawa, Port lotniczy Bonriki, międzynarodowy (Air Pacific-lot łączony do Fidżi)